# François Sabatier (musicologue)
Pour les articles homonymes, voir Sabatier.
Œuvres principales
Voir Publications
François Sabatier est un musicologue, historien de la musique, pédagogue, compositeur et organiste français né en 1945.

## Biographie
François Sabatier naît en 1945. Il étudie l'histoire de la musique et la musicologie au Conservatoire national supérieur de musique et de danse de Paris et à l'université Paris Sorbonne-Paris IV.
Auteur d'ouvrages consacrés à la relation entre la musique, la littérature et les beaux-arts, il participe également à la rédaction de notices dans des encyclopédies musicales et d'articles dans des revues de musicologie. Il est directeur de la publication de la revue L'Orgue et membre de la commission des orgues de la ville de Paris. Il est lauréat, pour Miroirs de la musique, du grand prix des Muses 1996. Ses travaux font l'objet de vingt heures d'émissions sur la chaîne Espace 2 de la radio suisse romande .
De 1982 à 2011, il est professeur d'art et civilisation et d'histoire de la musique au Conservatoire national supérieur de musique et de danse de Lyon.

## Publications
- Ouvrages
  - Miroirs de la musique ; la musique et ses correspondances avec la littérature et les beaux-arts de la Renaissance aux Lumières ; XVe – XVIIIe siècles, Tome I, Fayard, col. Les Indispensables de la musique, Paris, 1998, 672 p.  (ISBN 9782213600895)
  - Miroirs de la musique ; XIXe – XXe siècles, Tome II, Fayard, Paris, 1998, 744 p.  (ISBN 9782213601441)
  - La Musique dans la prose française ; des Lumières à Marcel Proust, Fayard, Paris, 2004, 748 p.  (ISBN 9782213620855)
  - Petit dictionnaire de la poésie mélomane ; musique et poésie en France de 1800 à 1950, Zurfluh, col. Le Temps musical, Bourg-la-Reine, 1997, 159 p.  (ISBN 2-87750-076-4)
  - César Franck et l'orgue, Presses universitaires de France, col. Que sais-je ?, 1982, 127 p.  (ISBN 2-13-037004-7)
- Compositions
  - Premier livre d'orgue consistant en deux suites du premier et du second ton, Éditions Combre, Paris, 1987, 29 p.

- Articles dans des publications collectives
  - Henri Mulet et al. in Grove Dictionary of Music and Musicians, Oxford Music Online, 2010
  - Pierre Cochereau et al., in Guide de la musique d'orgue, dir. Gilles Cantagrel, Paris, Fayard, 1991,  (ISBN 9782213027722), rééd. 2012  (ISBN 9782213671390)
  - 25 ans CNSMD Lyon, dir. François Sabatier, Paris, Symétrie, 2005, 272 p.  (ISBN 978-2-914373-19-7)
  - L'Orgue, dir. François Sabatier, n° 247-248 et préc., éditions Symétrie, Paris, 2010, 272 p.  (ISSN 0030-5170)